# Holly Golightly
Holly Golightly (* 7. September 1966 als Holly Golightly Smith in London, England) ist eine britische Sängerin und Songwriterin.

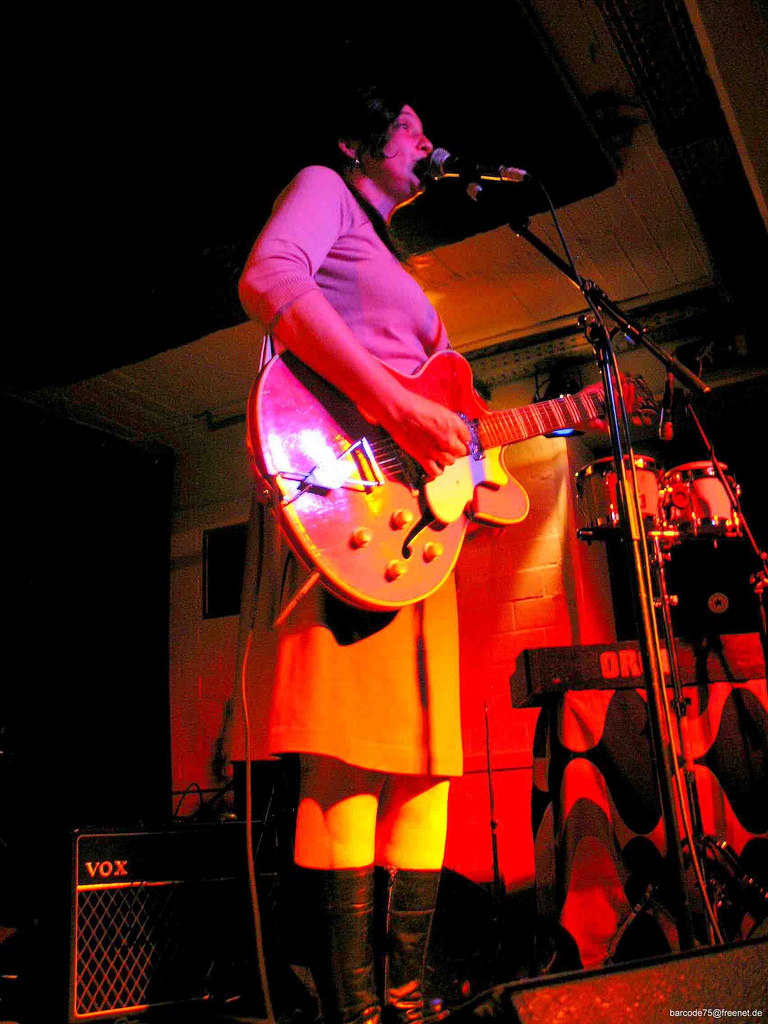
Holly Golightly 2005 in Münster

Als Freundin des Thee-Headcoats-Schlagzeugers Bruce Brand wurde Golightly bei einem Auftritt der Headcoats von der Band aufgefordert, spontan etwas zu singen. Ihre Einlage überzeugte Frontmann Billy Childish so sehr, dass er kurz darauf Thee Headcoatees mit Golightly als Sängerin ins Leben rief (1991).
Nach vier Jahren verließ sie die Gruppe und veröffentlichte 1995 ihr Debütalbum The Good Things, das im Gegensatz zu den Headcoatees-Veröffentlichungen (Garagenrock) verschiedene Musikstile verband (Blues, Folk, Jazz, Rock ’n’ Roll, 60s-Pop). Es folgten weitere Singles, EPs und Alben. Auf ihnen arbeitete Golightly wiederholt mit anderen Musikern zusammen, unter anderen mit den White Stripes auf deren Album Elephant (Song: It's True That We Love One Another), Mudhoney, Rocket from the Crypt und im Song There's an end von den Greenhornes. Jack White von den White Stripes schrieb die Liner Notes für ihr Album Truly She's None Other (2003).
2005 erschienen zwei ihrer Songs auf dem Soundtrack zu Jim Jarmuschs Film Broken Flowers.
Neben eigenen Songs covert die Musiksammlerin unbekannte Songs, vor allem aus dem Soul-Repertoire der 1960er Jahre.
Seit 2007 tritt sie überwiegend zusammen mit Lawyer Dave als Duo Holly Golightly and the Brokeoffs auf. Ihre Musik hat sich mit den Jahren stark in Richtung Folk verändert.

## Diskografie
- 1994 Jiggy Jiggy with Holly Golightly EP 7" (PAD 013)
- 1995 The Good Things LP (DAMGOOD 65)
- 1995 Virtually Happy 7" (DAMGOOD 75)
- 1996 Mary-Ann EP 7" (PAD 026)
- 1996 No Big Thing 7" (KETCH 15UP)
- 1996 Laugh It Up LP (ASKLP 056) (Wiederveröffentlichung 2006 DAMGOOD 260)
- 1996 Girl In The Shower 7" (SE7 10)
- 1996 Pinky Please Come Back 7" (SE7 11)
- 1996 Come The Day / You 7" (DAMGOOD 110)
- 1997 Believe Me EP Do7" (SFTRI 471)
- 1997 Painted On LP (SFRTI 474)
- 1998 Up The Empire LP (SFTRI 506) (live)
- 1998 Serial Girlfriend LP (DAMGOOD 156)
- 1999 Listen/Rain Down Rain 7" (KRS 344)
- 2000 God Don't Like It LP (DAMGOOD 180)
- 2001 (Holly Golightly & Dan Melchior) Desperate Little Town LP (SFTRI 591)
- 2001 The Main Attraction LP (DAMGOOD 189)
- 2001 Singles Round Up DoLP (DAMGOOD 190) (Singles Compilation)
- 2003 Walk A Mile 7" (DAMGOOD 220)
- 2003 Truly She's None Other LP (DAMGOOD 213)
- 2004 Down At Gina's At Three LP (SFTRI 734) (live)
- 2004 Slowly But Surely LP (DAMGOOD 232)
- 2005 On The Fire 7" (DAMGOOD 233)
- 2005 My First Holly Golightly Album LP (DAMGOOD 242) (Compilation)
- 2006 Down The Line (DAMGOOD)
- 2006 Christmas Tree On Fire 7" (DAMGOOD 275)
- 2007 (Holly Golightly & The Brokeoffs) You Can't Buy A Gun When You're Crying (DAMGOOD 283)
- 2008 (Holly Golightly & The Brokeoffs) My 45 7" (DAMGOOD 314)
- 2008 (Holly Golightly & The Brokeoffs) Dirt Don't Hurt (DAMGOOD 315)
- 2009 (Holly Golightly & The Brokeoffs) Devil Do EP (Transdreamer Records)
- 2010 (Holly Golightly & The Brokeoffs) Medicine County (DAMGOOD)
- 2011 (Holly Golightly & The Brokeoffs) No Help coming (Transdreamer Records)
- 2015 Slowtown Now (DAMGOOD 444)[1]
- 2018 Do The Get Along (DAMGOOD498)